# (23541) 1993 TU29
A (23541) 1993 TU29 a Naprendszer kisbolygóövében található aszteroida. Eric Walter Elst fedezte fel 1993. október 9-én.